# The Outlook (Nova Iorque)

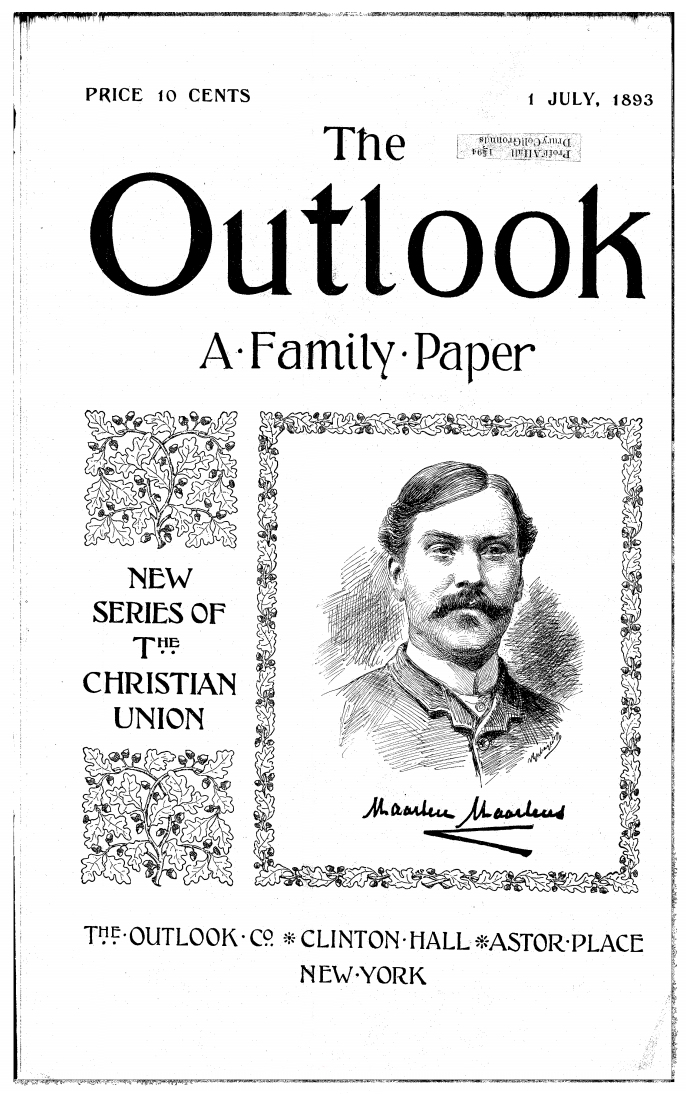
A primeira capa da The Outlook, datada em 01/07/1893.

The Outlook (1870–1935) foi uma revista semanal publicada na cidade de Nova Iorque. Teve entre seus contribuidores o ex-presidente dos Estados Unidos Theodore Roosevelt, que se tornou um dos editores da revistar após deixar a presidência.

## História da revista

### The Christian Union(1870–1893)
A Outlook começou a ser publicada em 1º de janeiro de 1870, como The Christian Union (1870–1893).

### The Outlook(1893–1928)
A revista foi intitulada The Outlook de 1893 a 1928, refletindo uma mudança de foco de assuntos religiosos para questões sociais e políticas.
Em 1900, as revistas semanais de notícias e opinião do ranking eram The Independent (1870), The Nation (1865), The Outlook (1870) e, com ênfase diferente, The Literary Digest (1890).

### The Outlook and Independent(1928–1932)
Em 1928, o The Independent foi fundido com o The Outlook para formar o The Outlook and Independent.

### The New Outlook(1932–1935)
De 1932 a 1935, a revista foi publicada como The New Outlook. Sua última edição foi datada de junho de 1935.